# Iridoid
Iridoider er glykosider, som er derivater af cyclopentenoide monoterpener. Glykosidet forekommer ofte i iltet form på C-1 placeringen. De er fundet i op mod 60 plantefamilier, og man har beskrevet flere end 600 forskellige iridoider.
Ofte er stofferne meget giftige, og der er talrige eksempler på, at insektlarver oplagrer iridoider i kroppen, sådan at de bliver uspiselige for eventuelle rovdyr.

## Iridoide glycosider
- agnosid
- aucubin
- catalpol
- harpagosid
- jioglutin
- leonurid
- rehmaglutin
- tannin

| Kemi | Spire Denne artikel om kemi er en spire som bør udbygges. Du er velkommen til at hjælpe Wikipedia ved at udvide den. |